# Ставкове (Розквітівська сільська громада)
Ставкове́ (до 1945 року — Вейсове) — село Розквітівської сільської громади у Березівському районі Одеської області в Україні. Населення становить 1025 осіб.

## Географія
Розташоване за 16 км від залізничної станції Раухівка, за 25 км від районного центру Березівка та за 35 км від траси Київ — Одеса.

## Історія
Поселення епохи бронзи в цій місцевості існували ще у II тисячоліття до нашої ери. Такі поселення зокрема знайдені поблизу сучасного села Кринички.
Саме ж село Ставкове вперше згадується у 1818 році під назвою Вейсове, спочатку як хутір, пізніше як село.
Від січня 1918 року село потрапило під владу комуністів.
Під час організованого радянською владою Голодомору 1932—1933 років померло щонайменше 2 жителі села.
Із початком німецько-радянської війни 405 мешканців села брали участь у бойових діях в лавах Червоної армії. За бойові заслуги 216 з них удостоєні урядових нагород, 185 односельчан загинули. За радянських часів у селі був встановлений пам'ятник загиблим у німецько-радянській війні.
Із поверненням комуністичної влади, у 1945 році, село змінило свою назву на Ставкове, що ймовірно пов'язане із великими ставками, розташованими посеред села. У радянські часи в Ставковому знаходилася центральна садиба колгоспу імені XXII з'їзду КПРС. Головою колгоспу тривалий час працював Ведута Павло Пилипович, двічі Герой Соціалістичної праці. Тут діяли допоміжні підприємства: млин, олійниця, хлібозавод, найбільший в районі консервний завод, ремонтна, столярна і деревообробна майстерні, а також кар'єр каменю-вапняка.

## Населення
Згідно з переписом 1989 року населення села становило 1020 осіб, з яких 477 чоловіків та 543 жінки.
За переписом населення 2001 року в селі мешкало 1025 осіб.

### Мова
Розподіл населення за рідною мовою за даними перепису 2001 року:
| Мова       | Відсоток |
| ---------- | -------- |
| українська | 93,07 %  |
| російська  | 3,41 %   |
| румунська  | 2,05 %   |
| білоруська | 0,68 %   |
| болгарська | 0,29 %   |
| вірменська | 0,29 %   |
| гагаузька  | 0,1 %    |
| румунська  | 0,1 %    |

## Пам'ятники
- Пам'ятник воїнам, загиблим під час німецько-радянської війни.
- Пам'ятник колишньому голові колгоспу Я. С. Онохіну.
- Погруддя Павла Ведути.
- Пам'ятник Леніну (перебуває в зруйнованому стані).

## Інфраструктура
У Ставковому є середня школа, будинок культури із залом на 600 місць, бібліотека з книжковим фондом 13,2 тис. примірників. В селі працюють фельдшерсько-акушерський пункт, дитячий садок-ясла, будинок побуту, готель, торговий комплекс, відділення зв'язку та ощадна каса.

## Відомі люди
- Ведута Павло Пилипович — голова колгоспу імені XXI з'їзду КПРС, двічі Герой Соціалістичної праці.
- Манайло Максим Федорович — розстріляний у 1938 році за так звану «антирадянську агітацію». Реабілітований 16 червня 1989 року.[8]